# George Rodger
George Rodger, britanski fotoreporter škotskega porekla, * 19. marec 1908, Hale, Cheshire, Anglija, † 24. julij 1995, Ashford, Kent, Anglija.
Rodger se je uveljavil s svojim delom v Afriki. Poznan je tudi po svojih fotografijah koncentracijskega taborišča Bergen-Belsen s konca druge svetovne vojne.

## Življenje in kariera
Rodger se je rodil v Halu, Greater Manchester. Po dokončani šoli St. Bees School v Cumberlandu se je pridružil britanski trgovski mornarici in z njo potoval okoli sveta. Med temi popotovanju je pisal poročila o pripetljajih in se izučil v fotografiji, ki jo je uporabljal za spremljavo svojih potopisov. Kljub prizadevanjem svojih potopisov ni uspel izdati pri nobeni založbi. Ko si v času Velike depresije ni uspel najti delovnega mesta, se je leta 1936 vrnil v Veliko Britanijo. V Londonu je imel več sreče, saj se je kot fotograf zaposlil pri BBC-jevi reviji The Listener. Leta 1938 je nato kratek čas delal še za agencijo Black Star.
Ob izbruhu druge svetovne vojne je Rodger začutil močno potrebo po (foto)evidentiranju vojne. Fotografije nemškega bombardiranja otoka so mu zagotovile delovno mesto vojaškega dopisnika pri reviji Life. Sprva je objavljal izčrpne reportaže vojne v zahodni Afriki, proti koncu vojne pa je spremljal zavezniško osvoboditev Francije, Belgije in Nizozemske. Pospremil je tudi umik britanskih sil iz Burme ter bil verjetno edini britanski vojni dopisnik/fotograf, ki mu je bilo dovoljeno prevoziti in napisati zgodbo o burmanski cesti. Po tej cesti pa je smel z dovoljenjem poveljujočih kitajskih generalov celo vstopiti na Kitajsko.
Rodger je leta 1945 posnel serijo fotografij o koncentracijskem taborišču Bergen-Belsen, s čimer je postal prvi fotograf, ki je vstopil v to koncentracijsko taborišče. Slike maloštevilnih preživelih in kupov trupel je objavil v revijah Life in Time ter z njimi močno prispeval k informiranju javnosti o dejanskih aktivnostih v teh taboriščih. Rodger je kasneje komentiral, kako je bil po številnih urah v taborišču zaprepaden, ker je večino časa zgolj groteskno iskal grafično prilegajoče kompozicije med kupi trupel, ki so ležala po drevesih in zgradbah.
Ta boleča izkušnja je Rodgerja tako prizadela, da se je za vselej odpovedal delu vojnega dopisnika. Odpovedal je tudi svojo službo pri reviji Life in se odpravil na popotovanje po Afriki ter Srednjem Vzhodu, na katerem je večinoma ustvarjal fotografije tamkajšnjih prebivalcev in pokrajine.
Leta 1947 je postal Rodger ustanovni član fotografske agencije Magnum Photos in naslednjih 30 let je deloval kot neodvisni fotograf. Odpravil se je na več delovnih popotovanj po Afriki in nadaljeval s svojim afriškim opusom. Velik del tega opusa je objavil v reviji National Geographic, kot tudi drugih revijah in časnikih. Umrl je leta 1995.

## Publikacije
- Red Moon Rising, The Cresset Press (1943)
- Desert Journey,  The Cresset Press (1944)
- Village des Noubas (1955)
- Le Sahara (1957)
- George Rodger : Humanity and Inhumanity (1994)